# Flaga obwodu leningradzkiego
Flaga obwodu leningradzkiego (NHR:436) – jeden z symboli tegoż obwodu został przyjęty 9 grudnia 1997 r.
Flaga ma postać prostokąta, którego 2/3 górnej części zajmuje barwa biała; u dołu znajdują się pasy niebieski i czerwony. Każdy z kolorów przechodząc w kolejny tworzy jakby fale, co nawiązuje do nadmorskiego charakteru obwodu. W centrum flagi znajduje się herb regionu.